# Luhyňa
Luhyňa (Hongaars: Legenye) is een Slowaakse gemeente in de regio Košice, en maakt deel uit van het district Trebišov.
Luhyňa telt 287 inwoners.